# Gaspar Campuzano
Gaspar Campuzano (Jerez de la Frontera, es un actor, cofundador de La Zaranda (1978), compañía que obtuvo el Premio Nacional de Teatro en 2010. También, desde 2004 ha desarrollado su trabajo como director en varias obras teatrales interpretadas por el grupo teatral Tras el Trapo. 

## Obras
1978 Julio Mariscal, evocación poética
1979 Agobio
1980 Carablanca
1980 Esconded las gallinas que vienen los cómicos
1981 Cayo cayó por vergüenza
1983 Los tinglaos de Mari Castañas
1985 Mariameneo, Mariameneo
1989 Vinagre de Jerez
1992 Perdonen la tristeza
1995 Obra Póstuma
1997 Cuando la vida eterna se acabe
2000 La puerta estrecha
2002 Ni sombra de lo que fuimos
2005 Homenaje a los malditos
2006 Los que ríen los últimos
2008 Futuros difuntos Premio Nacional de Teatro
2010 Nadie lo quiere creer
2012 El régimen del pienso
2014 El grito en el cielo
2017 Ahora todo es noche
2019 El desguace de las musas

### Cine
| Año  | Película       | Personaje | Papel        | Director                 |
| ---- | -------------- | --------- | ------------ | ------------------------ |
| 2015 | Techo y comida | Alfonso   | Protagonista | Juan Miguel del Castillo |

## Director
| Año  | Montaje                                      |  |
| ---- | -------------------------------------------- |  |
| 2006 | La Niebla                                    |  |
| 2006 | Leche y Picón                                |  |
| 2013 | La mano abierta                              |  |
| 2015 | Soníos Negros                                |  |
| 2016 | EL Tren Chimeneo                             |  |
| 2018 | La mar de Lejos                              |  |
| 2019 | Radio Espiña                                 |  |
| 2020 | Operación Rodari. (No me toques las Narices) |  |
| 2020 | El rey Humo                                  |  |